# مرکز فرهنگی و اسپورتیف
مرکز فرهنگی و اسپورتیف (به فرانسوی: Centre Culturel et Sportif) یک ورزشگاه در فرانسه است که در سن پیر، سن-پیر-ا-میکلون واقع شده‌است.